# Horacio Anzorena
Horacio David Anzorena (General Alvear, Provincia de Mendoza, Argentina; 15 de agosto de 1985) es un futbolista argentino. Juega de mediocampista o delantero y su equipo actual es Andes FBC que disputa el Torneo Federal C de Argentina.

## Trayectoria
Surgido futbolísticamente de Colón de General Alvear hizo su debut profesional en el año 2002. Dos años después fue fichado por Gimnasia y Esgrima de Mendoza para integrar sus inferiores haciendo su debut oficial con el Blanquinegro en el año 2005 en la temporada 2005-06 del Torneo Argentino B, temporada que logró adjudicarse tras lograr el ascenso al Torneo Argentino A.[cita requerida]
En 2010, de la mano de Caruso Lombardi, por aquel entonces entrenador de Tigre, hizo una series de pruebas en dicho club y logró quedarse para disputar la temporada 2010-11 de Primera División en la que logró jugar muy pocos minutos.
En 2011, regresó a Mendoza, y jugó nuevamente en Gimnasia de Mendoza durante dos años para luego, a mediados de 2013, fichar por Andes de General Alvear. A principios de 2014, fichó por Huracán de San Rafael y a mediados del mismo año regresó a su ciudad natal para jugar en el Sport Club Pacífico. Siguiendo en la misma división, en 2015 fichó por Huracán Las Heras.
Terminó su carrera en Ferrocarril Oeste de General Alvear siendo campeón de la liga en 2021. 

## Clubes
| Club                   | País      | Año       |
| ---------------------- | --------- | --------- |
| Colón (GA)             | Argentina | 2002-2003 |
| Gimnasia y Esgrima (M) | Argentina | 2005-2010 |
| Tigre                  | Argentina | 2010-2011 |
| Gimnasia y Esgrima (M) | Argentina | 2011-2013 |
| Andes FBC              | Argentina | 2013-2014 |
| Huracán (SR)           | Argentina | 2014      |
| SC Pacífico            | Argentina | 2014      |
| Huracán Las Heras      | Argentina | 2015-2016 |
| Andes FBC              | Argentina | 2017-2019 |
| Ferrocarril Oeste      | Argentina | 2020-2021 |

## Palmarés

### Campeonatos nacionales
| Título             | Club                   | País      | Año     |
| ------------------ | ---------------------- | --------- | ------- |
| Torneo Argentino B | Gimnasia y Esgrima (M) | Argentina | 2005-06 |